# DIN Media
Die DIN Media GmbH (bis 21. April 2024 Beuth Verlag) ist ein Tochterunternehmen des Deutschen Instituts für Normung e. V. (DIN).
DIN Media vertreibt nationale und internationale Normen, Standards sowie Technische Regeln. Hinzu kommen Software-Lösungen und Dienstleistungen rund um das Normen-Management, Fachliteratur, digitaler Fach-Content sowie Weiterbildungen für verschiedenste Branchen.

## Geschichte
Der ursprünglich nach Christian Peter Wilhelm Beuth benannte Verlag wurde als Beuth Verlag GmbH am 25. April 1924 in Berlin gegründet und im Mai 1924 beim Amtsgericht Berlin-Mitte mit einem Stammkapital von 6000 Goldmark eingetragen. Neben den Gründungsgesellschaftern DIN und VDI haben mehrere Institutionen aus Wirtschaft, Wissenschaft und Technik ihre verlegerische Arbeit dem Beuth Verlag übertragen.
Seit 1993 sind auch das Österreichische Normungsinstitut (ON) und die Schweizerische Normen-Vereinigung (SNV) Teilhaber von DIN Media. DIN Media ist heute einer der größten Fachverlage Europas.
Im Dezember 2023 gab der Verlag bekannt, dass zum 100-jährigen Jubiläum am 22. April 2024 eine Umbenennung in DIN Media GmbH erfolgen sollte. Hintergrund waren unter anderem die antisemitischen Äußerungen des Namensgebers, die bereits 2021 zur Umbenennung der Berliner Hochschule für Technik (ehm. Beuth-Hochschule für Technik) führten.
Seit 22. April 2024 heißt der ehemalige Beuth Verlag offiziell DIN Media GmbH.

## Programm
Traditionell vertreibt DIN Media Normungsdokumente und andere technische Fachinformationen aller Art. Früher erfolgte das nur in Papierform, heute auch als Datei auf CD oder als Download über das Internet (E-Books / EPubs).
In ganz Deutschland gibt es über 90 Normen-Infopoints. Dort können Interessierte kostenfrei aktuelle DIN-Normen einsehen.
Zum Verlagsprogramm gehören auch mehrere Buchreihen, Loseblattwerke, Online-Dienste, und Zeitschriften. Etwa 50.000 Titel liefert der Verlag direkt ab Lager; darüber hinaus gibt es einen Zugriff auf weitere 200.000 Dokumente und Veröffentlichungen des In- und Auslands. DIN Media organisiert zudem die Veranstaltungen der DIN-Akademie (DIN-Tagungen, DIN-Seminare, DIN-Workshops, DIN-Webinare).
Der Beuth Verlag übernahm im Oktober 2009 das Buch-Portfolio der Solarpraxis AG (Regenerative Energien) und im Herbst 2010 das Programm Bauwesen von Huss-Medien. Seit Januar 2011 erscheint das ehemals bei Hüthig verlegte Teilprogramm „Kunststoff- und Verpackungstechnik“ aus dem VDE-Verlag bei DIN Media. Anfang März 2011 übernahm Beuth das komplette Buchprogramm des Bauwerk Verlags. Zu Januar 2012 kaufte der Verlag sechs Loseblattwerke von Wolters Kluwer. Im Juni 2012 gab Beuth die Kooperation mit dem Bundesverband Windenergie (BWE) in der Verbreitung von Windkraftliteratur bekannt.
Die amtliche Methodensammlung nach § 64 LFGB wird ebenfalls exklusiv von DIN Media vertrieben. ebenso die Richt- und Warnwerte für Lebensmittel der DGHM.

## Fachgebiete
- Bauwesen
- Normung, Technische Grundlagen, Messwesen
- Maschinenbau
- Werkstoffe
- Qualität, Dienstleistungen, Management
- Umweltschutz, Arbeitsschutz, Sicherheit
- Informations-, Kommunikationstechnik
- Medizintechnik, Lebensmittel
- Energie, Elektrotechnik, Elektronik
- Technische Gebäudeausrüstung
- Sport, Veranstaltungen, Konsumgüter

## Rechtsstreit 2013
Der Beuth-Verlag ging 2013 gegen die gemeinnützige Nichtregierungsorganisation public.resource.org vor, die Normen kostenfrei veröffentlichte. Die NGO begründete die Aktion damit, dass Bürger ein Recht dazu hätten, rechtlich verbindliche Regelwerke gebührenfrei einzusehen. Der Verlag war überzeugt, dass auch Sicherheitsnormen für Alltagsprodukte von ihm als private Normwerke unter Urheberrechtsschutz vertrieben werden dürften und die darin enthaltenen technischen Zeichnungen urheberrechtlich Schöpfungshöhe besäßen. Dieser Auffassung widerspricht iRights.Law und merkt zudem an, dass Mitarbeiter des Verlags selbst nicht die Urheber sind, sondern Expertengremien, die alle Nutzungsrechte auf das DIN übertragen müssen.
Das Landgericht Hamburg gab dem DIN-Verlag recht und verhängte ein Bußgeld für die nicht autorisierte Veröffentlichung von DIN-Normen über Schnuller und Rennräder. Am 5. März 2024 urteilte der Europäische Gerichtshof, dass "ein überwiegendes öffentliches Interesse" an der Verbreitung der harmonisierten Normen über die Sicherheit von Spielzeugwaren besteht, da diese Teil des Unionsrechts seien.